# Rostpansarmal
Rostpansarmal (Corydoras rabauti) är en fiskart som beskrevs av La Monte, 1941. Rostpansarmal ingår i släktet Corydoras och familjen Callichthyidae. Inga underarter finns listade i Catalogue of Life.